# اتفاقية بوينس آيرس
اتفاقية بوينس آيرس (مؤتمر بان أميريكان الثالثة) هي معاهدة دولية لحماية حق المؤلف وقّعت في بوينس آيرس العاصمة الأرجنتينية، في 11 أغسطس/آب 1910، وتنص على الاعتراف المتبادل بحقوق المؤلف حيثما يحمل العمل إشعارًا يتضمن بيان بحفظ الحقوق (المادة 3). وكان يتم ذلك عادةً باستخدام العبارة "جميع الحقوق محفوظة" (بالإسبانية: Todos los derechos reservados؛ بالبرتغالية: Todos os direitos reservados) بجانب إشعار حق المؤلف. وقد تفاوت تنفيذ ذلك حيث كان قانون الولايات المتحدة يشترط فقط ذكر اسم المؤلف وسنة النشر. تُمنح حماية حق المؤلف بموجب الاتفاقية لمدة أقصر من مدتي حماية بلد الحماية وبلد مصدر العمل ("حكم الفترة الأقصر"، المواد 6، 7). وأدى الطابع الغامض نسبيًا لمتطلب بيان التحفظ إلى تطوير صياغات أطول وأكثر قانونية، والتي استمرت على الرغم من التطورات التي طرأت على القانون الدولي لحق المؤلف.
جدّدت بالاتفاقية بشكل خاص بموجب الاتفاقية العالمية لحقوق النشر (UCC) في 6 سبتمبر/أيلول 1952 (المادة 18 من اتفاق جنيف)، مع إعطاء الأسبقية للصياغة الأحدث في حالة النزاع والتعارض. ونظرًا لعدم تعديل اتفاقية بوينس آيرس، فإن وجود إشعار بسيط بحقوق المؤلف كان كافياً لضمان الاعتراف المتبادل بحقوق المرلف بين الدول التي أصبحت أطرافًا في الاتفاقية العالمية لحقوق المؤلف (والتي لم تنضم إليها هندوراس فقط). واعتبارًا من 23 أغسطس/آب 2000، أصبحت جميع الأطراف في اتفاقية بوينس آيرس أطرافًا أيضًا في اتفاقية برن لحماية المصنفات الأدبية والفنية، والتي تنص على الاعتراف المتبادل بحق المؤلف دون أي إجراءات شكلية ورسمية (المادة 5.2 من اتفاقية برن).
أصبحت اتفاقية بوينس آيرس "اتفاقية خاصة" بموجب أحكام المادة 20 من اتفاقية برن. وهي لا تزال سارية المفعول، لا سيما فيما يتعلق بتحديد بلد المصدر لمصنف ما ومن ثم مدة الحماية التي تنطبق في الدول التي تطبق "قاعدة المدة الأقصر": عندما يتم نشر المصنف في دولة عضو في الاتفاقية ودولة غير عضو في الاتفاقية في آن واحد، ستعتبر دولة الاتفاقية هي الدولة المصدر بغض النظر عن مدة الحماية في الدولة غير العضو في الاتفاقية.
| الدولة | الدولة              | اتفاقية بوينس آيرس | الاتفاقية العالمية لحقوق النشر | اتفاقية برن لحماية المصنفات الأدبية والفنية |
| ------ | ------------------- | ------------------ | ------------------------------ | ------------------------------------------- |
|        | الأرجنتين           | 19 أبريل 1950      | 13 فبراير 1958                 | 10 يونيو 1967                               |
|        | بوليفيا             | 15 مايو 1914       | 22 مارس 1990                   | 4 نوفمبر 1993                               |
|        | البرازيل            | 31 أغسطس 1915      | 13 يناير 1960                  | 9 فبراير 1922                               |
|        | تشيلي               | 14 يونيو 1955      | 16 سبتمبر 1955                 | 5 يونيو 1970                                |
|        | كولومبيا            | 23 ديسمبر 1936     | 18 يونيو 1976                  | 7 مارس 1988                                 |
|        | كوستاريكا           | 30 نوفمبر 1916     | 16 سبتمبر 1955                 | 10 يونيو 1978                               |
|        | جمهورية الدومينيكان | 31 أكتوبر 1912     | 8 مايو 1983                    | 24 ديسمبر 1997                              |
|        | الإكوادور           | 27 أبريل 1914      | 5 يونيو 1957                   | 9 أكتوبر 1991                               |
|        | غواتيمالا           | 28 مارس 1913       | 28 أكتوبر 1964                 | 11 يناير 1997                               |
|        | هايتي               | 27 نوفمبر 1919     | 16 سبتمبر 1955                 | 11 يناير 1996                               |
|        | هندوراس             | 27 أبريل 1914      | —                              | 25 يناير 1990                               |
|        | المكسيك             | 24 أبريل 1964      | 12 مايو 1957                   | 11 يونيو 1967                               |
|        | نيكاراغوا           | 15 ديسمبر 1913     | 16 أغسطس 1961                  | 23 أغسطس 2000                               |
|        | بنما                | 25 نوفمبر 1913     | 17 أكتوبر 1962                 | 8 يونيو 1996                                |
|        | باراغواي            | 20 سبتمبر 1917     | 11 مارس 1962                   | 2 يناير 1992                                |
|        | بيرو                | 30 أبريل 1920      | 16 أكتوبر 1963                 | 20 أغسطس 1988                               |
|        | الولايات المتحدة    | 1 أغسطس 1911       | 16 سبتمبر 1955                 | 1 مارس 1989                                 |
|        | الأوروغواي          | 11 مايو 1919       | 12 أبريل 1993                  | 10 يوليو 1967                               |

Sources: مكتب حقوق الطبع والنشر بالولايات المتحدة, يونسكو, المنظمة العالمية للملكية الفكرية

## وصلات خارجية
- نص الاتفاقية

1. ↑   https://www.copyright.gov/circs/circ38a.pdf. {{استشهاد ويب}}: |url= بحاجة لعنوان (مساعدة) والوسيط |title= غير موجود أو فارغ (من ويكي بيانات) (مساعدة)